# マリオ・レブレーロ
マリオ・レブレーロこと、ホルヘ・マリオ・バルロッタ・レブレーロ（Jorge Mario Varlotta Levrero、1940年1月23日 - 2004年8月30日）は、ウルグアイの作家。生涯に20編近くの小説を残し、雑誌記事やコラムの寄稿のほかコミック作品も発表しており、クロスワード作家としての顔も持つ。彼の小説にはフランツ・カフカ、ルイス・キャロルといった作家や、シュルレアリスムの影響があると言われている。   
生涯を通じて世間から遠ざかっており、インタビューが行われることも稀であったが、それでもウルグアイとアルゼンチンでは作家としてカルト的な人気を獲得した。   
マリオ・レブレーロの作品はサイエンス・フィクションあるいはジャンル・フィクションに分類されることが多いが、このようなカテゴライズは彼が最も嫌うものであった。彼の作家性については、批評家たちがその二面性（あるときは意地悪であり、あるときはユーモラス）にも注目している。   
彼の作品はロドルフォ・フォグウィル(Rodolfo Fogwill), セサル・アイラ(César Aira), アレハンドロ・サンブラ(Alejandro Zambra)などのラテンアメリカの作家に影響を与えた。

## 経歴

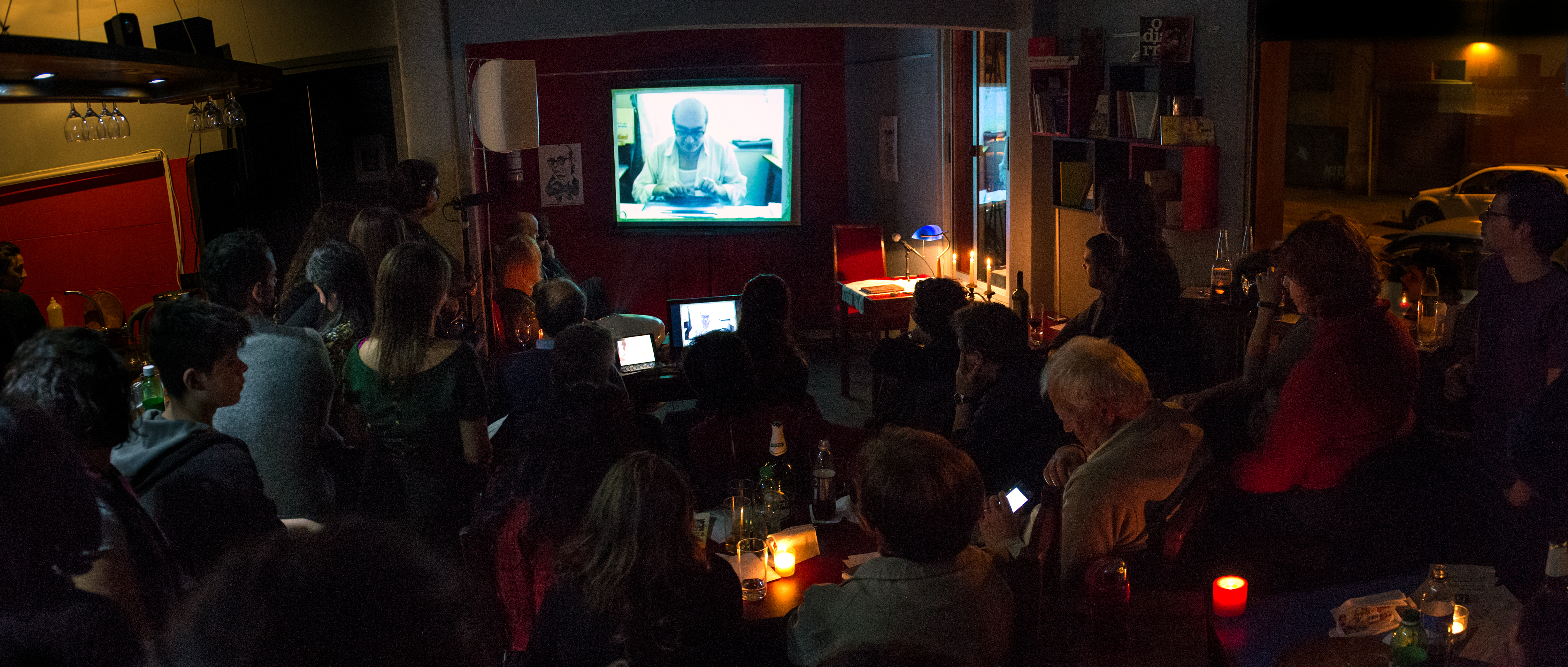
マリオ・レブレーロを記念したイベント（2014年）

1940年1月23日、モンテビデオでイタリア系ウルグアイ人の家庭に生まれる。
14歳のときに心雑音の診断を受けたことをきっかけに通学を諦め、学校の代わりにベッドのうえで読書したりタンゴ音楽を聴いたりして過ごした。通常の教育課程を経ていないため、通っていたタンゴクラブが自分にとっての大学であった、というマリオ・レブレーロの言葉が残っている。 20代には友人と共同で古本屋を経営し、一時期はウルグアイ共産党の青年部に所属していた 。
彼の最初期の短編小説群が掲載されたのはブエノスアイレスで出版されていたSF雑誌である。
1966年、最初の小説である"La ciudad"（『都市』）を執筆した。彼はこの本について「カフカをウルグアイ人向けに翻訳しようとした」と語っている。1970年に出版されたこの小説は、"Paris"（『パリ』）（1980年）および "El lugar"（1982年）― 邦題:『場所』（2017年）とあわせ、（彼自身の表現を借りると）「意図せざる三部作」に数えられるようになった 。1980年代には、中編小説 "Desplazamientos"の受賞により、よりメジャーな作家として認知されるようになった 。
2000年、グッゲンハイム・フェローを受賞し、1984年に執筆し始めていた小説 "La novela luminosa" （『輝かしい小説』）を書き上げるプロジェクトのための資金を得た。 
2004年、モンテビデオにて死去。遺稿として、彼のある意味で非常識な経験を伝えるための作品が出版された。小説を書こうとしてそれが頓挫するさまを詳細に描いた日記と、未完成の小説（ "La novela luminosa" ）が主な内容だったが、マリオ・レブレーロの傑作のひとつとして広く評価されている。

## 邦訳作品
- 『場所』寺尾隆吉 訳 水声社〈フィクションのエル・ドラード〉2017/3/30 ISBN 978-4-89176-963-5

## 作品

### 小説
- Caza de conejos, 2012
- Dejen todo en mis manos, 1998
- Diario de un canalla/Burdeos, 1972
- El alma de Gardel, 1996
- El discurso vacío, 1996
- El lugar, 1982
  - 『場所』寺尾隆吉 訳 水声社〈フィクションのエル・ドラード〉2017/3/30 ISBN 978-4-89176-963-5
- Fauna/Desplazamientos, 1987
- La Banda del Ciempiés, 1989
- La Banda del Ciempiés, 2015
- La ciudad, 1970
- La novela luminosa, 2005
- Nick Carter se divierte mientras el lector es asesinado y yo agonizo y otras novelas, 2012
- París, 1980
- Trilogía involuntaria (includes La ciudad, París, and El lugar), 2008

### 短編小説
- Aguas salobres, 1983
- Cuentos completos, 2019
- El portero y el otro, 1992
- Espacios libres, 1987
- La máquina de pensar en Gladys, 1970
- Los carros de fuego, 2003
- Los muertos, 1986
- Todo el tiempo, 1982
- Ya que estamos, 2001

### コミック
- Historietas reunidas de Jorge Varlotta, 2016
- Los profesionales, with artwork by Lizán, 1988
- Santo Varón/I, with artwork by Lizán, 1986

### その他の著作
- Caza de conejos, 1986
- Irrupciones I, 2001
- Irrupciones II, 2001
- Manual de parapsicología, 1978